# Choele Choel
Choele Choel is een plaats in het Argentijnse bestuurlijke gebied Avellaneda in de provincie Río Negro. De plaats telt 8.997 inwoners.